# Tunnelhill (Pensilvânia)
Tunnelhill é um distrito localizado no estado americano de Pensilvânia.

## Demografia
Segundo o censo americano de 2000, a sua população era de 409 habitantes.

## Geografia
De acordo com o United States Census Bureau tem uma área de
1,3 km², dos quais 1,3 km² cobertos por terra e 0,0 km² cobertos por água.

## Localidades na vizinhança
O diagrama seguinte representa as localidades num raio de 12 km ao redor de Tunnelhill.